# César Abis Gundián
César Abis Gundián (Gijón, 1903-Moscou, 1968) va ser un obrer i militant comunista espanyol.

## Biografia
Va néixer a Gijón en 1903. Obrer ferroviari de professió, es va afilar al Partit Comunista d'Espanya (PCE) en 1933. Després de l'esclat de la Guerra civil va passar a formar part del comissariat polític de l'Exèrcit Popular de la República, exercint com a comissari de la 27a Divisió des d'agost de 1938. Al final de la contesa es va veure obligat a marxar a l'exili, instal·lant-se a la Unió Soviètica. Allí treballaria com a obrer a Kramatorsk i a la fàbrica Boriets de Moscou.
Va morir a Moscou el 18 de juny de 1968.